# Tadeusz Mazowiecki
Tadeusz Mazowiecki (født 18. april 1927 i Płock, død 28. oktober 2013 i Warszawa) var en polsk journalist, forfatter, samfundsaktivist og politiker. Var den Tredje Polske Republiks første premierminister.
Oprindeligt forbundet med partiet den Demokratiske Union (UD), senere Frihedsunionen (UW), nu Demokratiske Parti – demokraci.pl. Medlem af den Polske Folkerepubliks (PLRs) Sejm og den Polske Republiks (RPs) Sejm.
| Efterfulgte: Czesław Kiszczak | Polens premierminister 1989–1991 | Efterfulgtes af: Jan Krzysztof Bielecki |

1. ↑  Navnet er anført på engelsk og stammer fra Wikidata hvor navnet endnu ikke findes på dansk.